# Cubilla
Cubilla es un municipio y localidad española de la provincia de Soria, en la comunidad autónoma de Castilla y León. El término municipal tiene una población de 24 habitantes (INE 2024).

## Geografía
Tiene un área de 20,24 km², en su término se encuentra el despoblado de Cubillos. Pertenece al partido judicial del Burgo de Osma y a la comarca de Pinares. Desde el punto de vista jerárquico de la Iglesia católica forma parte de la diócesis de Osma la cual, a su vez, pertenece a la archidiócesis de Burgos.
En su término e incluidos en la Red Natura 2000 se encuentra el Lugar de Interés Comunitario conocido como Sabinares Sierra de Cabrejas, que ocupa 1111 hectáreas, el 55 % de su término.

## Historia

Término municipal

Poco se sabe de su origen, aunque ya en el siglo XV existe la iglesia de San Pedro. En el siglo XVIII, se hallan yacimientos de mármol en la zona, los cuales contribuyen al crecimiento económico del pueblo. En el censo de 1879, ordenado por el conde de Floridablanca, figuraba como villa del partido de la Merindad de Solpeña en la intendencia de Soria, con jurisdicción de señorío y bajo la autoridad del alcalde ordinario de señorío, nombrado por el marqués de Vadillo. Contaba entonces con 172 habitantes.
A la caída del Antiguo Régimen la localidad se constituyó en municipio constitucional en la región de Castilla la Vieja, partido de El Burgo de Osma que en el censo de 1842 contaba con 27 hogares y 106 vecinos. Hacia mediados del siglo XIX, el lugar tenía contabilizadas unas 30 casas. Aparece descrito en el séptimo volumen del Diccionario geográfico-estadístico-histórico de España y sus posesiones de Ultramar de Pascual Madoz de la siguiente manera:

CUBILLA: ald. con ayunt. en la prov. de Soria (7 leg.), part. jud. del Burgo de Osma (4), aud. terr. y c. g. de Burgos (16), dióc. de Osma (4): sit. en una ladera sobre terreno desigual y combatida de los vientos E. y NE.; su clima es frio: tiene 30 casas; un pozo de buenas aguas, que provee al vecindario para su consumo doméstico; escuela de instruccion primaria concurrida por 16 alumnos de ambos sexos, á cargo de un maestro, sacristan y fiel de fechos, dotado con 15 fan. de trigo; la igl. parr. dedicada á San Pedro, es aneja de la de Cantalucia, cuyo párroco la sirve: confina el térm. N. Tableila; E. Cabrejas; S. Cubillo, y O. Cantalucia: el terreno es quebrado y de mediana calidad, hallándose en todas direcciones monte arbolado de pinar, con buenos pastos. caminos: los locales en mal estado. correo, se recibe y despacha los sábados en la adm. del Burgo, y su conduccion se hace por carga vecinal. prod.: centeno, cebada, madera de construccion y yerbas de pasto: cria ganado lanar y vacuno; caza de perdices, liebres, pocos conejos y algun ganado. ind. y comercio: la agrícola y el corte y aserrado de maderas que se estraen para diferentes puntos, y en cambio se importan los artículos que faltan. pobl. 27 vec., 106 alm. cap. imp.: 13,333 rs. y 28 mrs. presupuesto municipal: 1,000 rs. se cubre por reparto entre los vecinos.
(Madoz, 1847, p. 195)

A mediados del siglo XIX este municipio desaparece porque se integra en Talveila. A principios del siglo XX aparece este municipio porque se segrega del municipio de Talveila el 14 de enero de 1926.

## Demografía
Cuenta con una población de 24 habitantes (INE 2024).
| Gráfica de evolución demográfica de Cubilla entre 1842 y 2021 |
| |
| Población de derecho según los censos de población del INE Población de hecho según los censos de población del INEEntre el censo de 1930 y el anterior, aparece este municipio porque se segrega del municipio 42178 (Talveíla) Entre el censo de 1857 y el anterior, este municipio desaparece porque se integra en el municipio 42178 (Talveíla) |

En su término se encuentra el despoblado de Cubillos.

## Economía
Desde que se tiene constancia, el pueblo se ha basado en la agricultura y en las explotaciones madereras.
En el siglo XVII, se consigue mármol de una cantera cercana, que potencia la economía, hasta el año 1945, en el cual, se funda la fábrica resinera de Cubilla, que es productiva hasta 1979. A finales del siglo XX, se crea la casa rural de las Bardas.

## Patrimonio
Entre los lugares más interesantes de Cubilla, se encuentra la iglesia de San Pedro, y ricos yacimientos fósiles del Jurásico. También, hay varios indicios de explotaciones de mármol en la zona, que abarcan desde el siglo XVIII, hasta 1970-80, años en los que se deja de excavar. También hay fuentes de agua mineral, y otros parajes de interés natural.

## Fiestas y celebraciones
Cubilla celebra varias fiestas a lo largo del año. Las fiestas de verano se celebran el segundo fin de semana de agosto.
En el mes de enero, celebra la fiesta de la Primegena, conmemorando el veredicto favorable que la localidad obtuvo en un litigio resuelto en juicio favorable frente a la vecina localidad de Talveila.
Asimismo, se conserva la tradición de acudir a la Romería de la Virgen de la Blanca, en Cabrejas del Pinar, junto a otros pueblos vecinos.
Se celebran el segundo fin de semana de agosto. Son en honor a San Pedro.
En la villa muchas tradiciones relacionadas con los momentos festivos se han perdido. Entre ellas cantar albadas, pingar el mayo, pagar "el piso" o "costumbre". Asimismo, han desaparecido las Cofradías de Santa Catalina y la Cofradía de la Vera Cruz cuya misión era enterrar al Cofrade desaparecido.